# Исландо-канадцы
Исландо-канадцы — канадские граждане исландского происхождения.
В Канаде проживает самое большое этническое исландское население за пределами Исландии: около 101795 человек заявили об исландском происхождении по данным переписи населения Канады 2016 года. Многие исландо-канадцы являются потомками переселенцев, оказавшихся в Канаде в результате губительных для местной экономики последствий извержения исландского вулкана Аскья в 1875 году.

## История
История исландских контактов с Северной Америкой насчитывает около тысячи лет. Первыми европейцами, достигшими Северной Америки, были жившие в Исландии норвежцы, которые предприняли, по крайней мере, одну серьёзную попытку поселения на территории современного Ньюфаундленда (Л’Анс-о-Медоуз) около 1009 года. Снорри Торфиннссон, сын Торфинна Карлсефни и его жены Гудридур, является первым европейцем, родившимся в Новом Свете. Эта колония, однако, была вскоре покинута, и в течение следующих нескольких сот лет европейцы не посещали Северную Америку.
В 1875 году более 200 исландцев иммигрировали в Манитобу, основав колонию Новая Исландия на западном берегу озера Виннипег в Манитобе. Это первая часть большой волны иммигрантов, поселившихся в канадских прериях.
По словам историка Гуннара Карлссона, «миграция из Исландии уникальна тем, что большинство из них перебралось в Канаду, тогда как большинство мигрантов из других европейских стран перебралось в Соединенные Штаты. Частично это было связано с поздним началом эмиграции из Исландии после того, как канадские власти начали продвигать эмиграцию в сотрудничестве с компанией Allan Line, которая уже имела агента в Исландии в 1873 году. В отличие от большинства европейских стран, эта рекламная кампания была успешной в Исландии, потому что оттуда эмиграция только начиналась, а у исландских эмигрантов не было родственников в Соединенных Штатах, которые помогли бы им сделать первые шаги».
Среди солдат на фронтах Первой мировой войны числилось в общей численности 1245 исландцев, исландских американцев и исландских канадцев. Из них 989 человек сражались за Канаду, а 256 — за Соединённые Штаты. Из них 391 участник боевых действий родился в Исландии, остальные были исландского происхождения, но родились в иных местах. 10 женщин исландского происхождения и 4 женщины, родившиеся в Исландии, работали медсёстрами во время Первой мировой войны. Из них по крайней мере 144 бойца погибли во время Первой мировой войны (96 в бою, 19 от ран, полученных во время боя, 2 от несчастных случаев и 27 от болезней) — 61 из этих погибших родились в Исландии. В немецкий плен попало 10 человек.
Примечательно, что исландские канадцы обычно не следуют традиционным исландским обычаям именования, согласно которым люди не имеют фамилий, а вместо этого используют отчество; вместо этого исландские иммигранты в Канаде в значительной степени приспособились к североамериканским обычаям и носят фамилии. Исландские фамилии в Канаде чаще всего представляют отчество первого предка человека, поселившегося в Канаде, хотя в отдельных случаях также выбирались по названию родовой деревни семьи в Исландии, а не по имени предка.

## Исландское население в Канаде
Провинции с наибольшим количеством исландцев-канадцев в 2016 году:
| Провинция или территория   | Исландо-канадцы | %% от местного населения |
| -------------------------- | --------------- | ------------------------ |
| Канада                     | 101 795         | 0,3 %                    |
| Манитоба                   | 31 090          | 2,4 %                    |
| Британская Колумбия        | 26 410          | 0,6 %                    |
| Альберта                   | 20,225          | 0,5 %                    |
| Онтарио                    | 13 215          | 0,1 %                    |
| Саскачеван                 | 8 255           | 0,8 %                    |
| Квебек                     | 955             | 0,01 %                   |
| Новая Шотландия            | 660             | 0,07 %                   |
| Нью-Брансуик               | 250             | 0,03 %                   |
| Юкон                       | 215             | 0,6 %                    |
| Северо-западные территории | 200             | 0,5 %                    |
| Ньюфаундленд и Лабрадор    | 190             | 0,04 %                   |
| Остров Принца Эдуарда      | 90              | 0,06 %                   |
| Нунавут                    | 30              | 0,08 %                   |

## Сообщества

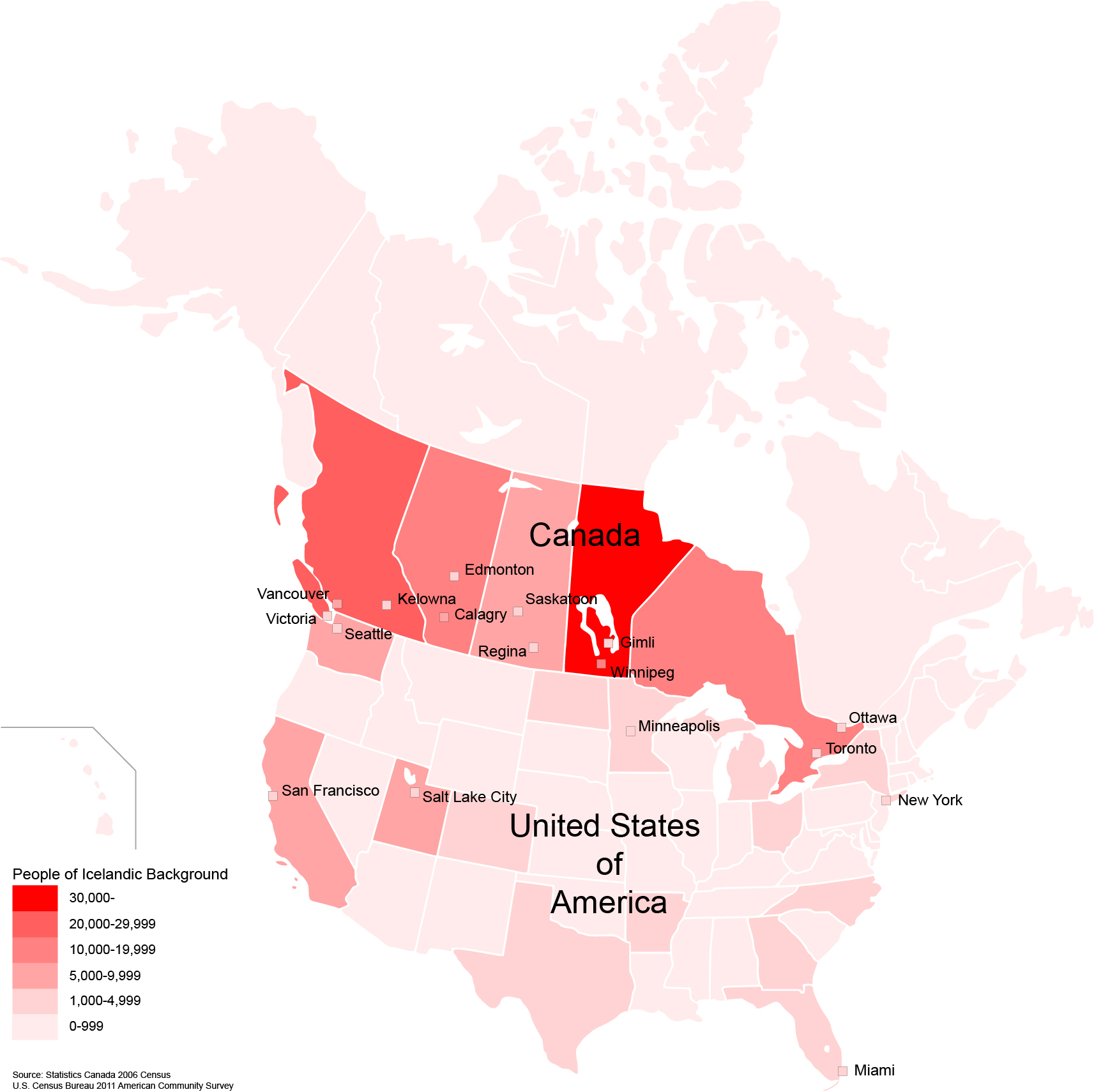
Карта, показывающая распределение людей исландского этнического происхождения в Северной Америке

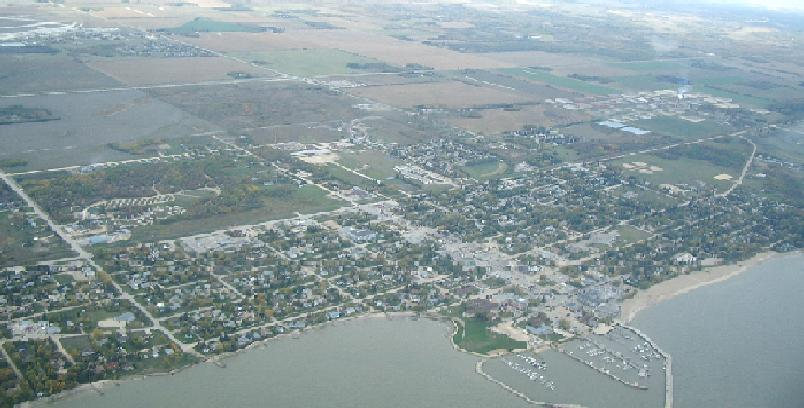
Гимли, Манитоба (население 5797 человек), является местом самой высокой концентрации лиц исландского происхождения за пределами Исландии.

Гимли в провинции Манитоба является местом самой высокой концентрации энических исландцев в Канаде: 26 % местного населения (20 % населения вместе с прилегающими посёлками) заявили об исландских корнях.
Ниже приведен список населённых пунктов Канады, где также высок процент этнических исландцев:
- Новая Исландия
- Маркервиль, Альберта
- Арборг, Манитоба
- Бальдур, Манитоба
- Элфрос, Саскачеван
- Эриксон, Манитоба
- Гленборо, Манитоба
- Лейквью, Манитоба
- Лундар, Манитоба
- Морден, Манитоба
- Ривертон, Манитоба
- Рейкьявик, Манитоба
- Уиньярд, Саскачеван
- Кинмаунт, Онтарио

## Известные исландо-канадцы
- Стефанссон, Вильялмур — полярный исследователь и писатель.
- Стефан Стефанссон — поэт.
- Бьярни Триггвасон — астронавт.
- Босс Джонсон[англ.] (Бьёрн Йонссон) — премьер провинции Британская Колумбия.
- Стюрла Гуннарссон[англ.] — кинорежиссёр и продюсер.